# Бяккотай

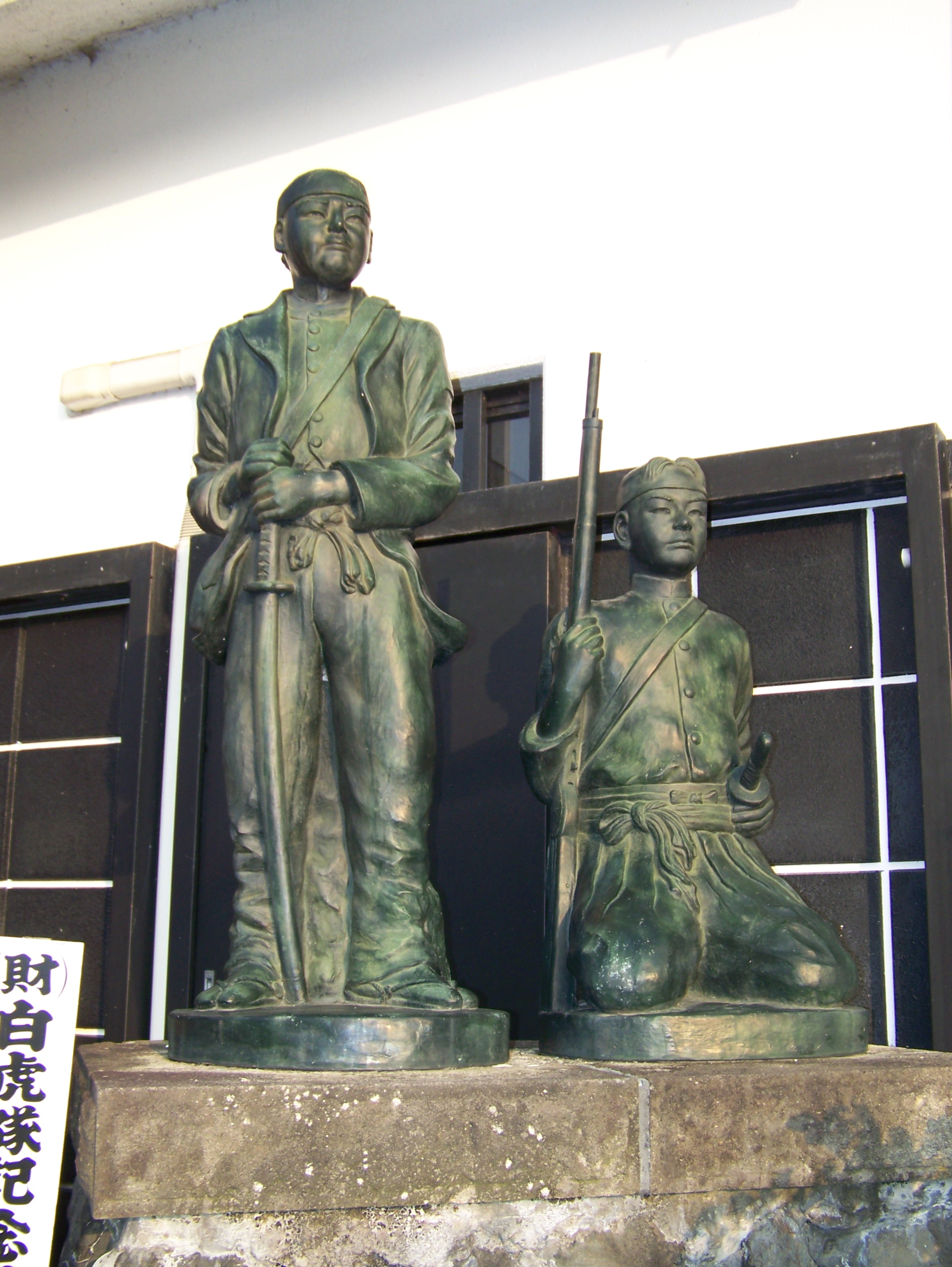
Статуи членов Бяккотая. Мемориальный комплекс на холме Иимори, город Айдзувакамацу, префектура Фукусима

Бяккотай (яп. 白虎隊, «Отряд Белого тигра») — группа молодых самураев княжества Айдзу, защищавших его во время войны Босин в 1868—1869 годах. Бяккотай получил известность после инцидента, в результате которого 20 его членов совершили харакири, ошибочно считая, что их княжество проиграло войну.

## История
Отряд Бяккотай был частью войск Айдзу, поделенных на четыре части в период, когда княжество старалось модернизировать свою армию в свете поражения в битве при Тоба — Фусими. Остальные три части назывались, соответственно, Гэмбутай (в него входили старые воины возрастом 50 лет и больше, занимавшиеся патрулированием города Вакамацу и разнообразными вспомогательными задачами), Сэйрютай (36-49 лет, занимались патрулированием границ) и Судзакутай (18-35 лет, участвовали в «настоящих» сражениях). Все отряды получили названия по именам четырёх небесных богов-защитников. Планировалось, что Бяккотай будет служить резервным отрядом, так как он состоял из молодых, 16-17-летних сыновей самураев Айдзу. Численность его составляла примерно 305 человек. Внутри отряда существовало дополнительное разделение на подотряды в зависимости от ранга его членов: два подотряда были набраны из высокого класса (яп. 士中 ситю:), два — из среднего (яп. 寄合 ёриаи) и один из низшего (яп. 足軽 асигару).
8 октября 1868 года (в 23 день 8 месяца 4 года эры Кэйо по японскому календарю), когда подходила к концу битва при Тоногутихаре, 20 подростков из второго подотряда ситю, отрезанные от своих сил, отступили на холм Иимори, с которого виден был замок Айдзу-Вакамацу, цитадель княжества Айдзу, и окружавший его город. С холма они увидели дым, поднимающийся над замком, и решили, что замок захвачен и подожжён врагами. Уверенные, что их семьи и сюзерен Мацудайра Катамори уже мертвы, и будучи в отчаянии, все 20 совершили харакири (одному удалось выжить). Однако молодые самураи ошиблись в своих предположениях — оборона замка не была сломлена, а дым поднимался от горящих городских построек. Подростков обмануло то, что большая часть города находилась между замком и холмом Иимори, и они, увидев дым над городом, сочли, что пал и замок.
| Имена двадцати членов Бяккотая, оказавшихся на холме Иимори | Имена двадцати членов Бяккотая, оказавшихся на холме Иимори | Имена двадцати членов Бяккотая, оказавшихся на холме Иимори | Имена двадцати членов Бяккотая, оказавшихся на холме Иимори |
| ----------------------------------------------------------- | ----------------------------------------------------------- | ----------------------------------------------------------- | ----------------------------------------------------------- |
| Адати Тодзабуро 安達 藤三郎                                 | Исида Ва́сукэ 石田 和助                                      | Нагасэ Юдзи 永瀬 雄次                                       | Хаяси Ясодзи 林 八十治                                      |
| Аруга Орино́сукэ 有賀 織之助                                 | Исияма Торано́сукэ 石山 虎之助                               | Нисикава Кацутаро 西川勝太郎                                | Цугава Киёми 津川 喜代美                                    |
| Ибука Сигэтаро 井深 茂太郎                                  | Ито Тосихико 伊藤 俊彦                                      | Номура Комасиро 野村 駒四郎                                 | Цуда Сутэдзо 津田 捨蔵                                      |
| Иинума Садакити (выжил) 飯沼 貞吉                           | Ито Тэйдзиро 伊東 悌次郎                                    | Синода Гисабуро (командир) 篠田 儀三郎                      | Янасэ Кацудзабуро 簗瀬 勝三郎                               |
| Икэгами Синтаро 池上 新太郎                                 | Масэ Гэнситиро 間瀬 源七郎                                  | Судзуки Гэнкити 鈴木 源吉                                   | Янасэ Такэдзи 簗瀬 武治                                     |

Выживший член отряда, Иинума Садакити, попытался совершить харакири, но ранение оказалось несмертельным, и он был спасён местной крестьянкой. Тела же остальных девятнадцати юношей после войны Босин оставались непогребёнными, пока наконец императорское правительство не дало разрешение захоронить их. Позже на холме Иимори был установлен памятник членам Бяккотая. Кроме того, там стоит камень с написанным на нём стихотворением-вака, которое сочинил Мацудайра Катамори:
幾人の　涙は石にそそぐとも　その名は世々に　朽じとぞ思う
Икутари но // Намида ва иси ни сосогу томо // соно на ва ёё ни // кудзи то дзо омоу
Сколько бы человек ни омыло слезами камень, эти имена не изгладятся из мировой памяти.
Итальянский фашистский диктатор Бенито Муссолини, услышав историю Бяккотая, был сильно впечатлён верностью молодых самураев своему господину. В 1928 году он преподнёс японцам колонну из города Помпеи с просьбой установить её на холме Иимори.
Иинума Садакити, благодаря которому история отряда стала известной, после войны Босин переехал в близлежащий город Сэндай. Он поступил в Императорскую армию и дослужился до капитана, а позже работал на почте в Сэндае. Умер Иинума в 1931 году, в возрасте 76 лет, и был похоронен в Сэндае, однако в 1958 году часть его останков была перенесена на холм Иимори.
Остальные члены Бяккотая продолжили сражаться в ходе битвы за Айдзу, защищая замок. Многие из них пережили войну, а двоим удалось занять значительные посты в эпоху Мэйдзи — это были физик и историк Ямакава Кэндзиро и адмирал Императорского флота Дэва Сигэто.

## Галерея

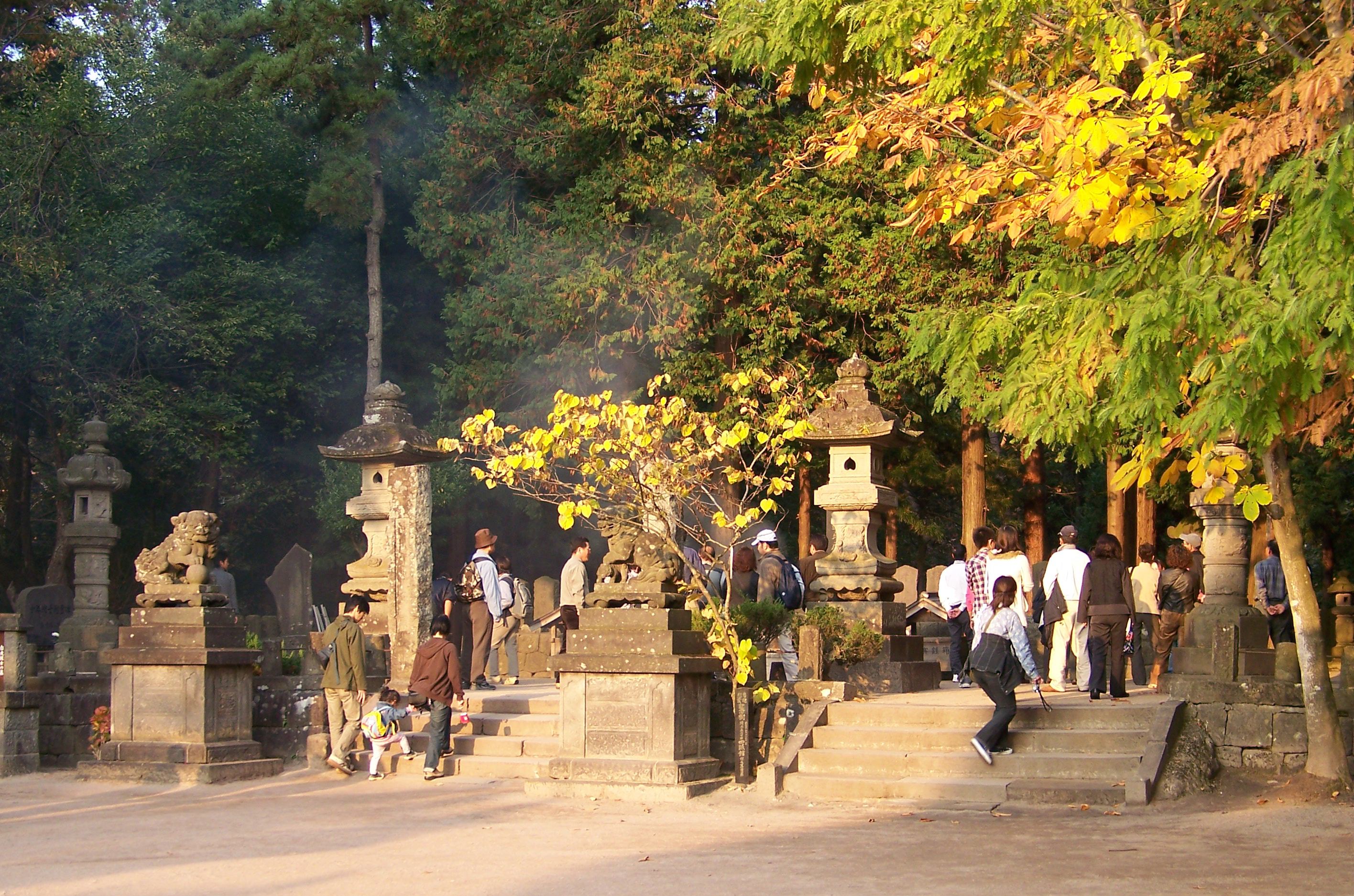
Вид на мемориальный комплекс на холме Иимори (г. Айдзувакамацу, преф. Фукусима)
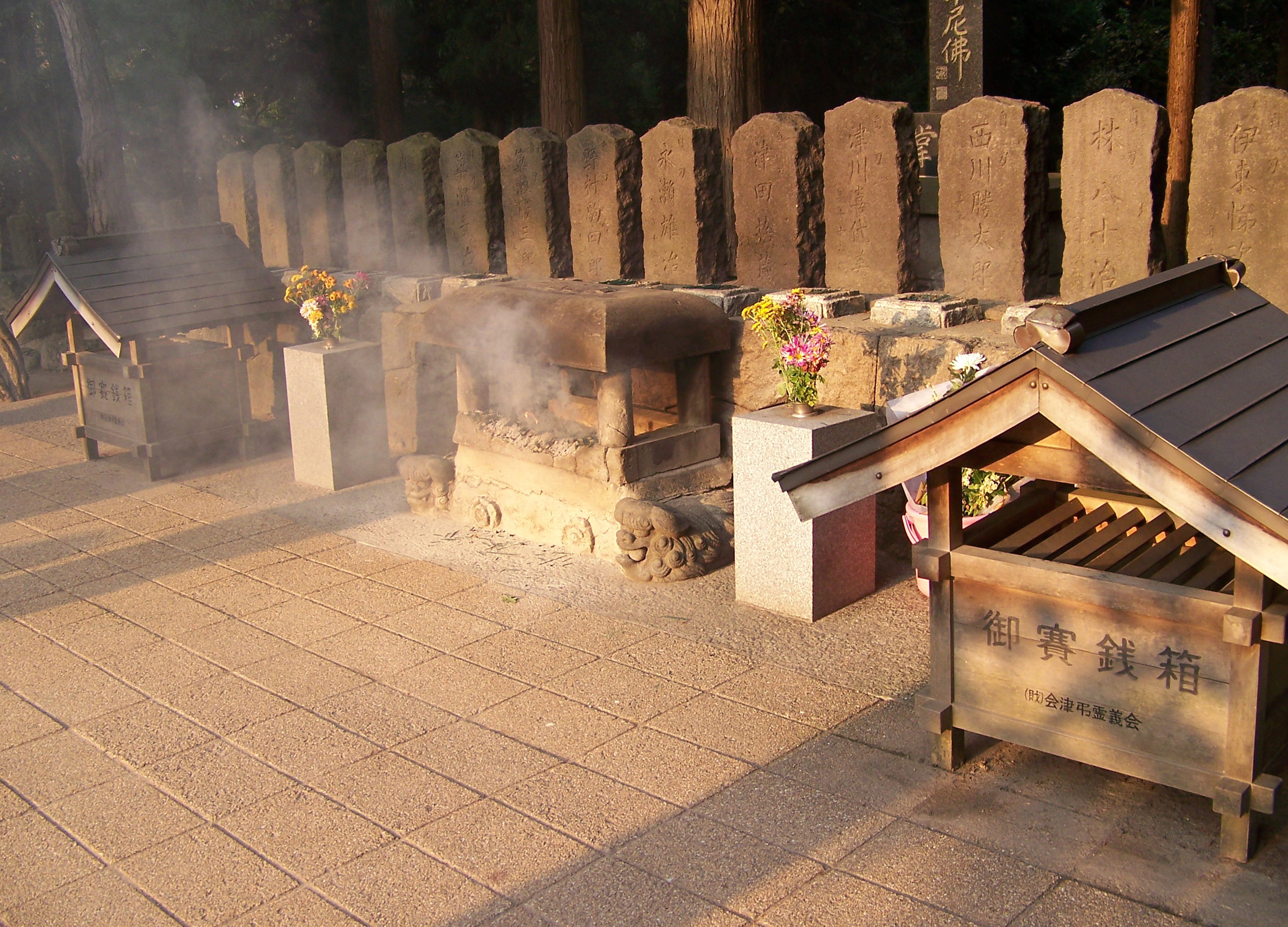
Таблички с именами членов Бяккотая, совершивших харакири
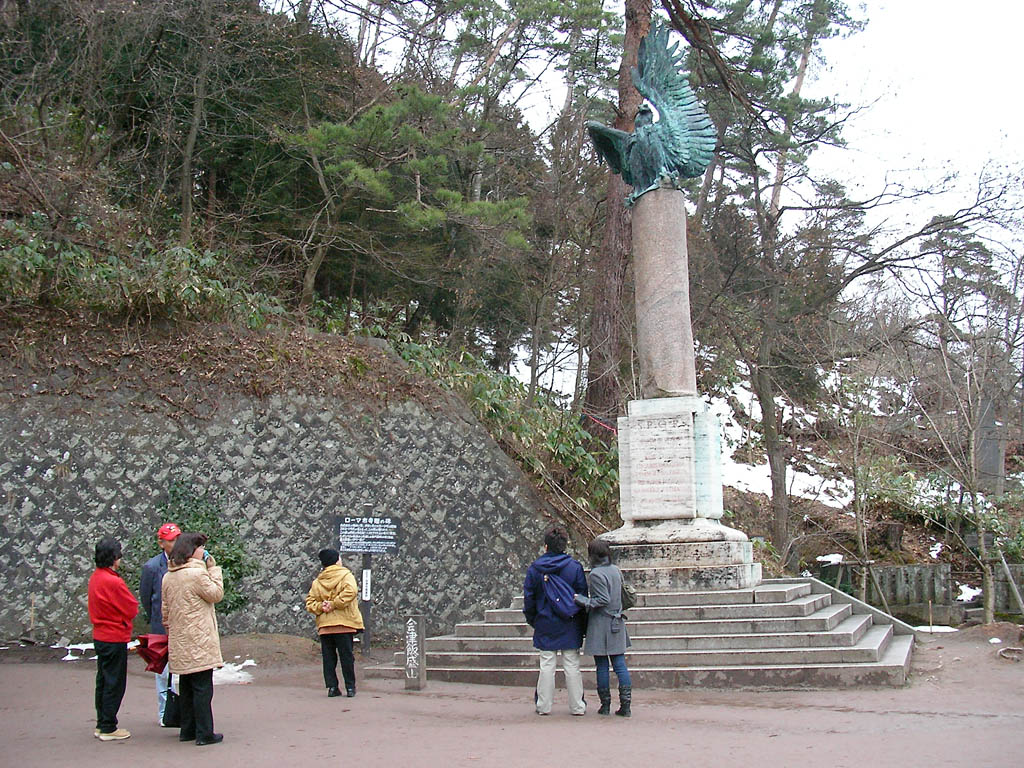
Колонна Муссолини
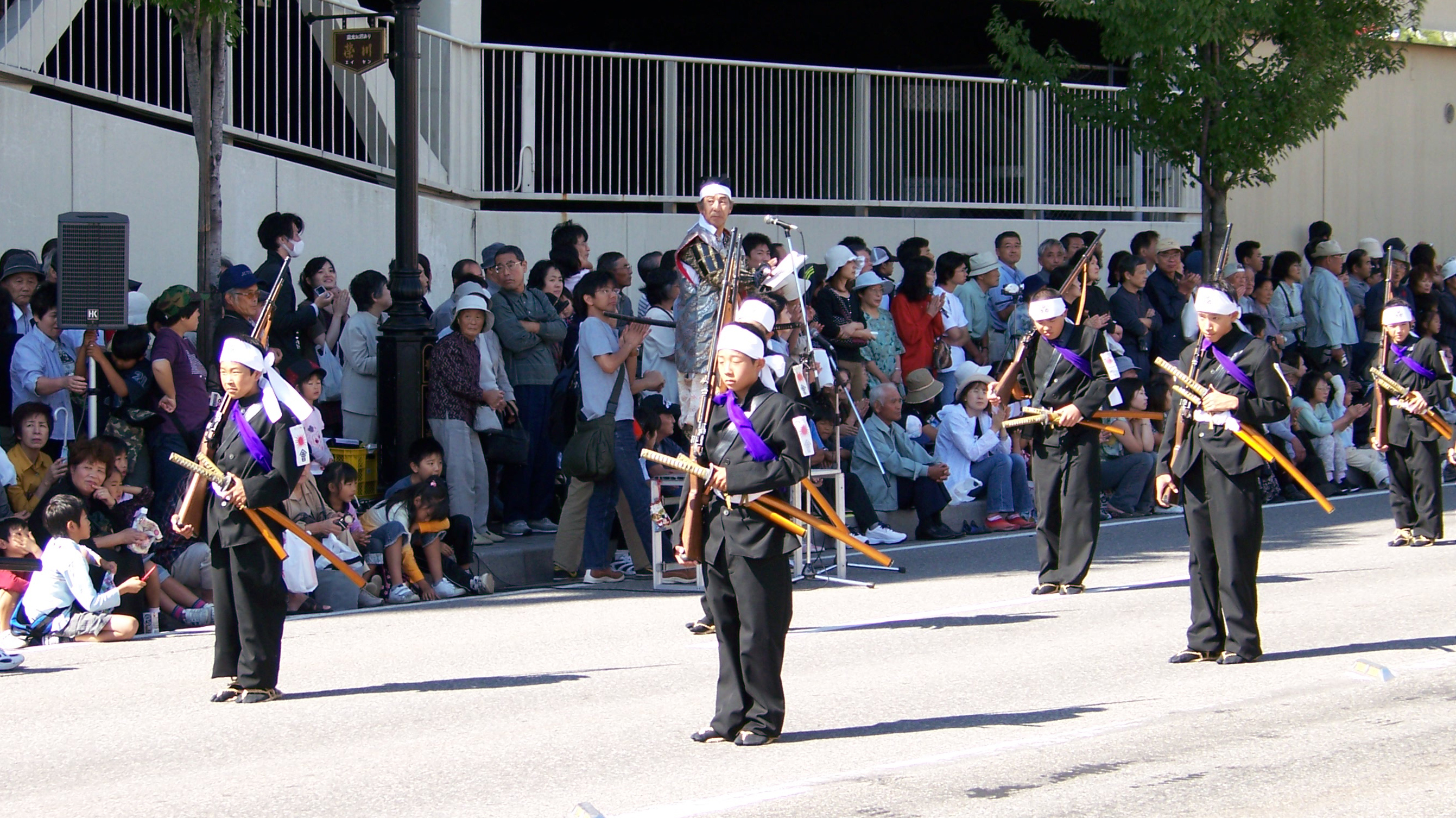
Дети изображают воинов Бяккотая на ежегодном фестивале «Айдзу Мацури» (会津まつり). 2006 год.
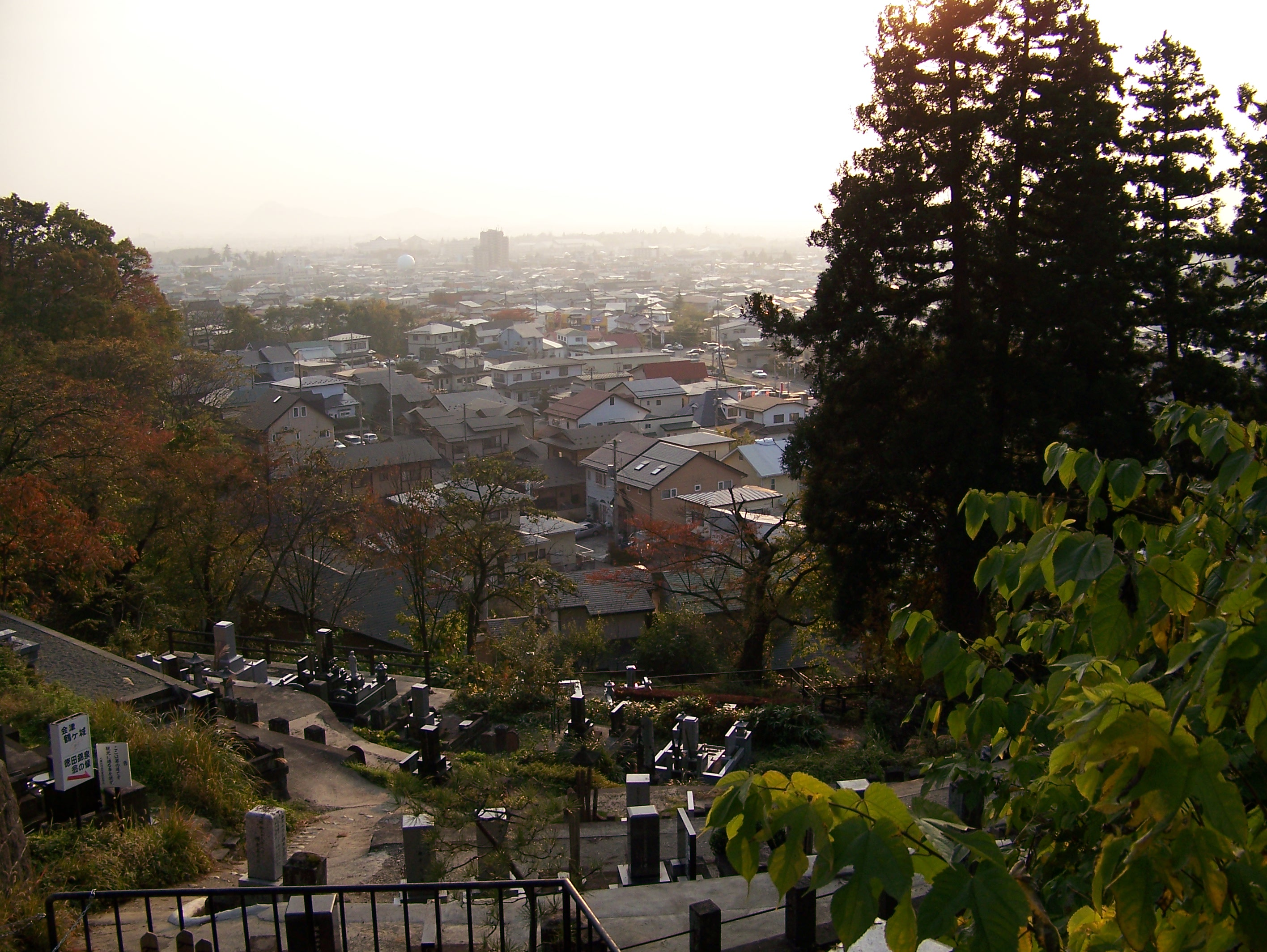
Вид на Айдзувакамацу с холма Иимори. Фото 2006 года
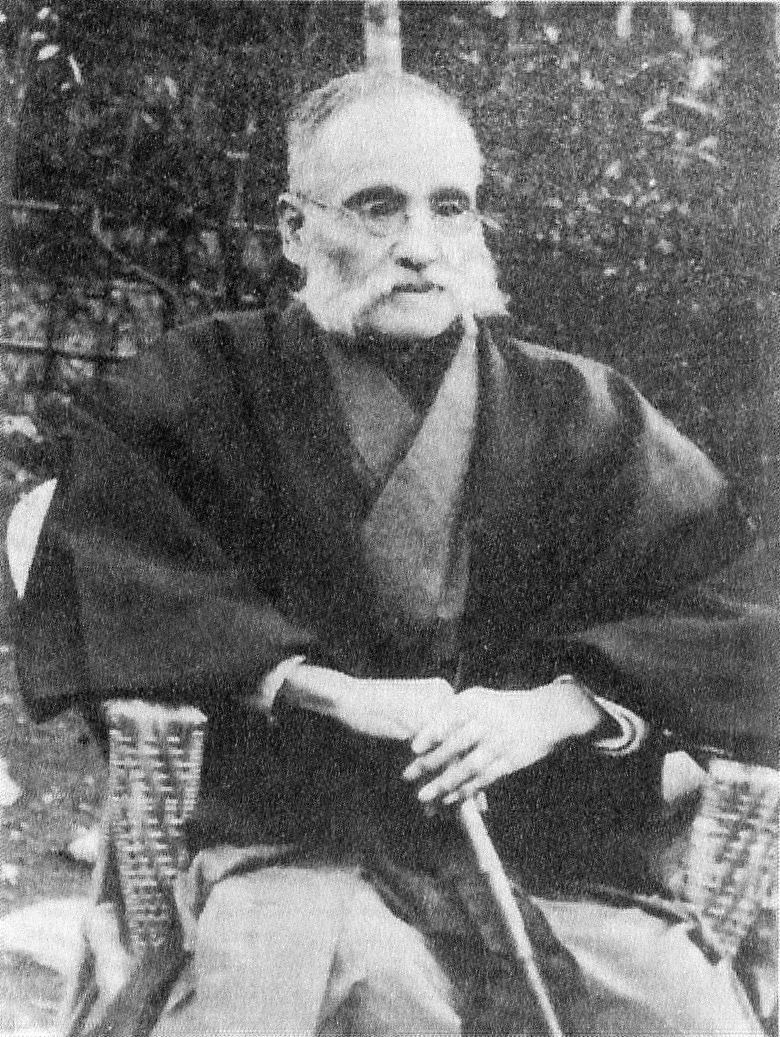
Фотография Иинумы Садакити в старости